# 第84戦闘飛行隊 (アメリカ海軍)

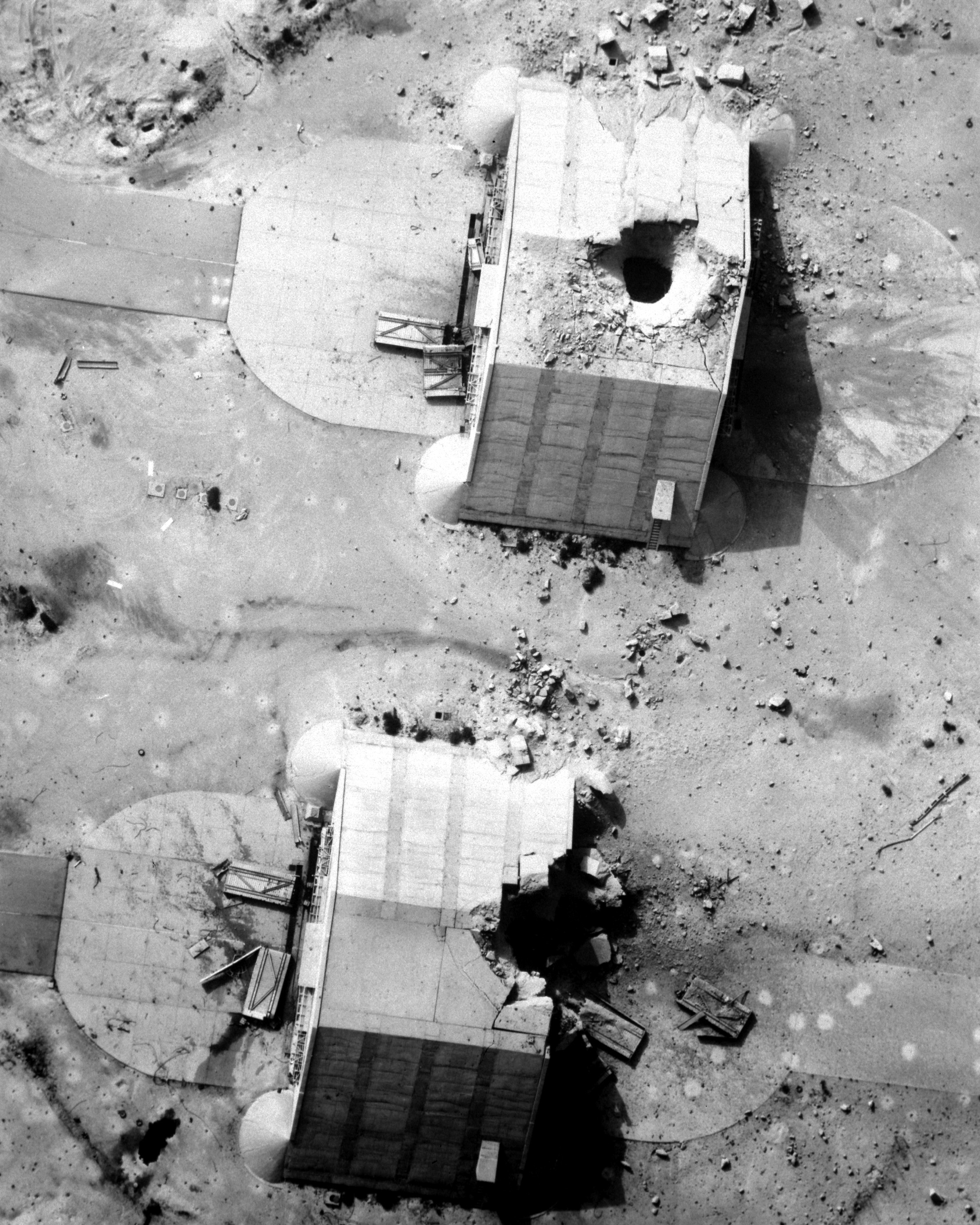
VF-84がTARPSで撮影した写真

第84戦闘飛行隊(だい84せんとうひこうたい Fighter Squadron Eighty Four)はアメリカ海軍の戦闘飛行隊。ニックネームはジョリーロジャース（「海賊旗（ジョリーロジャー）」項目参照）。VF-84と表記されることが多い。映画『ファイナル・カウントダウン』に登場したため、スカル&クロスボーンと呼ばれる特徴的なマーキングとともに知名度が高い飛行隊である。1995年10月1日に解隊。

## 隊史
第84戦闘飛行隊（以下VF-84）は1955年7月1日にオシアナ海軍航空基地でFJ-3装備の飛行隊として創設された。当初はVagabonds（放浪者）というニックネームであったが、1959年4月15日にVF-61ジョリーロジャースが解隊されたため、そのニックネームとスカル&クロスボーンのマーキングを引き継ぎ、VF-84ジョリーロジャースが誕生した。当時の使用機種はF-8クルセイダーであったが、1964年にF-4に機種変更し、翌年にベトナム戦争に参加、トンキン湾上のフォレスタル級航空母艦「インディペンデンス」から作戦を行った。その後、1976年にF-14に機種変更し、翌年12月からVF-41とともにCVW-8としてニミッツ級航空母艦「ニミッツ」艦上に展開した。
1980年には「ニミッツ」とともに映画『ファイナル・カウントダウン』に出演し、一躍有名となる。翌1981年からはTARPSの運用を開始し、これ以降は偵察任務もこなすようになる。
1988年には「ニミッツ」が大西洋艦隊から太平洋艦隊に転属したため、母艦を「セオドア・ルーズベルト」に変更した。また、1991年の湾岸戦争時にはVF-84はペルシャ湾に展開、艦隊上空の戦闘空中哨戒や攻撃隊の護衛、TARPSを使用した爆撃効果判定に従事した。
その後、冷戦終結後の海軍部隊削減計画の一環として1995年10月1日にVF-84は解隊された。削減の対象となったのは主にTARPS非装備の飛行隊であり、本来ならばVF-41が解隊されるはずだったが、当時の大西洋艦隊航空団司令がVF-41出身だったためにVF-84が解隊される事になったという。
解隊後、ジョリーロジャースのニックネームとスカル&クロスボーンのマーキングはVF-103に引き継がれた。

## 登場作品
『ファイナル・カウントダウン』（1980年の映画）
第二次世界大戦時にタイムスリップしてしまう、空母「ニミッツ」に配属されている部隊としてそのまま出演している。
『エグゼクティブ・デシジョン』（1996年の映画）
劇中にて、テロリストにハイジャックされたジャンボジェット機をインターセプトする、アメリカ海軍のF-14戦闘機部隊として登場。当時のVF-84飛行隊長が、隊長機の後部座席に実際に搭乗している。
『レッド・ストーム作戦発動』（1986年の小説）